# Павлоградська загальноосвітня школа № 18
Павлогра́дська загальноосві́тня школа I—III ступені́в № 18 — україномовний навчальний заклад І-III ступенів акредитації у місті Павлоград Дніпропетровської області.

## Загальні дані
Павлоградська загальноосвітня школа I—III ступенів № 18 розташована за адресою:
вул. Преображенська, 4а, місто Павлоград (Дніпропетровська область)—51400, Україна.
Директор закладу — Гузікова Людмила Володимирівна (від 1996 року), вчитель вищої категорії, відмінник освіти України, вчитель — методист.
Мова викладання — українська.

## Історія
Школа була відкрита у 1967 році. Спочатку школа знаходилась в приміщенні УПК. У 1968 році було побудоване і здане в експлуатацію сучасне приміщення школи.
За проектом школа розрахована на 964 місця. На другий рік після відкриття в ній навчалося 1828 учнів, а через рік — 2238. У 1971 році була відкрита СШ № 7, в яку перейшла частина вчителів та учнів з нашої школи. До 1970 року наша школа була восьмирічною, а з 1970 року стала середньою. У 1968 році в школі працювали 43 вчителі. За весь час існування школи педагогічний колектив очолювали два директора. Першим директором школи 28 років працював Дубовий В. Н., який за сумлінну працю по вихованню підростаючого покоління в 1981 році був нагороджений орденом Трудового Червоного Прапора.
З 1996 року директором школи працює Гузікова Людмила Володимирівна, вчитель-методист, відмінник освіти України.

## Сучасність
У школі 35 кабінетів з базових навчальних дисциплін; комп'ютерний клас; бібліотека; також у школі обладнано чудовий малий актовий зал, спортивний та тренажерний зали; кабінет хореографії.
Для максимального розвитку особистісних якостей учня школою розроблені допоміжні програми курсів та предметів, які становлять варіативну складову шкільного компоненту освіти і належать до різних модулей:
- сходинки до інформатики (початкова школа);
- народознавство (початкова і середня школа);
- математична логіка;
- інтершкола;
- сімейна етнопедагогіка;
- предмети і курси образно-емоційного циклу.